# 勝利の女神 (テレビドラマ)
勝利の女神（しょうりのめがみ）は、関西テレビが制作し、フジテレビ系列で1996年4月16日 - 6月25日に放送されたテレビドラマ。主演は中居正広。
それまで『三枝の愛ラブ!爆笑クリニック』などを生み出してきたロート製薬前半提供枠と、主に読み切りサスペンスを中心（1994年からサスペンスにとらわれない2-3ヶ月の連続モノに）とした月10ドラマとの交換により誕生した火曜22時ドラマ枠の再開後第1号。併せてこの作品以降は、もともと前枠まで1日遅れでネットしていた福井テレビでも、放送日時を変えないままで完全同時ネットを行うようになった。

## キャスト
- 吉本康平：中居正広
- 津田理子：松雪泰子
- 大原敬一：風間トオル
- 片桐廉太郎：陣内孝則
- 田川一樹：高橋直気（当時ジャニーズJr.）
- 石原伸一：高橋譲（当時ジャニーズJr.）
- 岡本涼子：吉野紗香
- 坂野雅：鈴木夕佳
- 大石貫太：田宮賢太朗
- 江口大介：山﨑孝文
- 大下要：倉貫匡弘
- 室岡美帆：田口寛子
- 夏川智美：内田藍
- 榊原健：南イサム
- 寺内塾長：北見敏之
- 三島：村井国夫
- 大石正治：高橋克実
- 大石龍子：山口詩史
- 小栗旬

## スタッフ
- 企画：越智武彦
- 脚本：田渕久美子、野依美幸
- 音楽：本間勇輔
- 主題歌：「バンザイ 〜好きでよかった〜」ウルフルズ
- プロデュース：竹原栄一、高橋萬彦
- 演出：星護、村上正典
- 制作：関西テレビ、共同テレビ

## サブタイトル
| 第1話                                                      | 4月16日 | 受験という名の戦争         |
| 第2話                                                      | 4月23日 | 勝つ子供・負ける子供       |
| 第3話                                                      | 4月30日 | 受験と離婚と万引き         |
| 第4話                                                      | 5月7日  | さよならゲーム             |
| 第5話                                                      | 5月14日 | 殺されるかもしれない夏合宿 |
| 第6話                                                      | 5月21日 | ロングバケーションの終わり |
| 第7話                                                      | 5月28日 | お前が子供を殺したんだ     |
| 第8話                                                      | 6月4日  | 合格率は10%以下            |
| 第9話                                                      | 6月11日 | お前たちは最低だ           |
| 第10話                                                     | 6月18日 | 受験前夜の出来事           |
| 第11話                                                     | 6月25日 | 受かる子供、落ちる子供     |
| 平均視聴率 14.8%（視聴率は関東地区・ビデオリサーチ社調べ） |         |                            |